# La Palma, Lagos de Moreno
La Palma är en ort i Mexiko.   Den ligger i kommunen Lagos de Moreno och delstaten Jalisco, i den centrala delen av landet, 400 km nordväst om huvudstaden Mexico City. La Palma ligger 1 875 meter över havet och antalet invånare är 421.
Terrängen runt La Palma är en högslätt. Runt La Palma är det ganska tätbefolkat, med 56 invånare per kvadratkilometer. Närmaste större samhälle är Lagos de Moreno, 3,8 km söder om La Palma. Trakten runt La Palma består till största delen av jordbruksmark.